# Демидович, Борис Павлович
Бори́с Па́влович Демидо́вич (2 марта 1906, Новогрудок — 23 апреля 1977, Москва) — советский математик и педагог высшей школы, специалист в области теории обыкновенных дифференциальных уравнений, функционального анализа, математической физики. Автор одного из наиболее известных в математической среде бывшего СССР сборников задач по математическому анализу.

## Биография
Родился в семье учителя.
Отец, Павел Петрович Демидович (10.07.1871—7.03.1931), из крестьян, окончил в 1897 году учительский институт в городе Вильно, собиратель белорусского фольклора.
Мать, Олимпиада Платоновна (урождённая Плышевская) (16.06.1876—19.10.1970), происходила из семьи священника, до замужества также была учительницей.
В семье Демидовичей кроме Бориса, было три дочери — Зинаида, Евгения, Зоя и младший брат Павел.
Среднюю школу окончил в Минске (1923). С 1923 по 1927 год учился на физико-математическом отделении педагогического факультета, недавно (в 1921 году) созданного Белорусского государственного университета, первого ВУЗа в Белоруссии. По окончании БГУ в 1927 году был рекомендован в аспирантуру кафедры высшей математики, но, не сдав экзамен по белорусскому языку, уезжает в Россию. В 1927—1931 годах преподавал математику в средних учебных заведениях в Брянской и Смоленской областях.
В 1931 году поступил в одногодичную (подготовительную) аспирантуру НИИ математики и механики МГУ. В 1932 году продолжил обучение в аспирантуре (основной), под руководством А. Н. Колмогорова занимается теорией функций действительного переменного, затем — качественной теорией обыкновенных дифференциальных уравнений под руководством В. В. Степанова. Знакомится и начинает сотрудничество (продолжившееся многие годы и переросшее в дружбу) с В. В. Немыцким. Входит в число участников научного семинара по качественной теории дифференциальных уравнений (рук. В. В. Степанов и В. В. Немыцкий).
Получил квалификацию преподавателя математики во ВТУЗах. Был распределен в Транспортно-Экономический Институт НКПС, в 1932—33 годах преподавал в нём. В 1933—1934 годах по совместительству работает в Бюро Опытного Транспортного Строительства НКПС, старший научный сотрудник.
По окончании аспирантуры в МГУ (1935), один семестр работает на кафедре Математики в Институте кожевенной промышленности им. Л. М. Кагановича, а с февраля 1936 года, по приглашению Л. А. Тумаркина, начинает преподавать на механико-математическом факультете МГУ, ассистент кафедры Математического анализа. Кандидат физико-математических наук (1936), тема диссертации «О существовании интегрального инварианта на системе периодических орбит», оппонент А. Я. Хинчин. По рекомендации Н. Н. Лузина основные результаты работы опубликованы в Докладах Академии наук СССР.
В 1938 году утверждён доцентом.
В 1963 году на заседании учёного совета мехмата МГУ защитил докторскую диссертацию (по совокупности работ) «Ограниченные решения дифференциальных уравнений» (официальные оппоненты В. В. Немыцкий, Б. М. Левитан, В. А. Якубович, ведущее предприятие — кафедра обыкновенных дифференциальных уравнений Матмеха ЛГУ, заведующий кафедрой В. А. Плисс).
В 1965 году утвержден профессором.
Преподавал также в ряде ведущих ВУЗов Москвы (Московский государственный технический университет имени Н. Э. Баумана, Военно-инженерная академия им. Ф. Э. Дзержинского и других).
Автор около 60 научных работ. Область научных интересов:
- динамические системы с интегральными инвариантами;
- периодические и почти-периодические решения обыкновенных дифференциальных уравнений;
- правильные и вполне правильные (по Демидовичу) дифференциальные системы;
- ограниченные решения обыкновенных дифференциальных уравнений;
- устойчивость решений обыкновенных дифференциальных уравнений, в частности, орбитальная устойчивость динамических систем.

Награждён орденом «Знак Почёта» и медалями. Заслуженный деятель науки и техники РСФСР (1968).
Скоропостижно скончался от острой сердечной недостаточности.

## Семья
В 1933 году брат Б. П. Демидовича — Павел — был арестован и обвинён в антисоветской деятельности, расстрелян 27 ноября 1937 г.
Б. П. Демидович имел четырёх детей Николай (г.р. 1935), Андрей (1938—2005?), Георгий (1940—2022).
Сын — Василий Борисович (г.р. 1942), доцент механико-математического факультета МГУ. Составитель серии книг «Мехматяне вспоминают» (вып. 1 2008, вып. 2 2009).